# 유은 (교동왕)
교동왕 유은(膠東王 劉殷, ? ~ ?)은 중국 전한의 제후왕으로, 마지막 교동왕이다. 교동공왕 유수의 아들이다.

## 행적
전한 교동공왕 14년(기원전 15년)에 아버지가 죽자 교동왕을 계승했다.
교동왕 은 23년(8년), 왕망이 전한을 멸하고 신나라를 세웠다. 유은은 부숭공(扶崇公)으로 작위가 깎였다.
시건국 원년(9년) 4월, 아우 유쾌가 무리 수천 명을 이끌고 반란을 일으켜 즉묵(卽墨)을 포위하였다. 유은은 성문을 걸어잠그고는 제 발로 옥에 들어갔고, 즉묵의 백성들은 힘을 모아 유쾌를 물리쳤다. 유쾌는 달아나다가 장광(長廣)에서 죽었다. 왕망은 유은과 유쾌의 처자식을 비롯한 연루자들을 용서하는 한편 사망자의 장례를 지원하였다.
같은해, 봉국이 폐지되면서 작위를 잃었다.

## 출전
- 반고, 《한서》 권14 제후왕표제2·권53 경십삼왕전제23·권99중 왕망전제69중
  - 중국어 위키문헌에 이 글과 관련된 원문이 있습니다. 한서 권14 제후왕표제2
  - 중국어 위키문헌에 이 글과 관련된 원문이 있습니다. 한서 권53 경십삼왕전제23
  - 중국어 위키문헌에 이 글과 관련된 원문이 있습니다. 한서 권99중 왕망전제69중

| 전임 아버지 교동공왕 유수 | 제8대 전한의 교동왕 기원전 15년 ~ 기원후 8년 | 후임 (전한 멸망) |